# Love Never Felt So Good
"Love Never Felt So Good" is een nummer van de Amerikaanse zanger Michael Jackson. Het nummer verscheen tweemaal op zijn tweede postume album Xscape uit 2014; als soloversie en als duet met Justin Timberlake. Op 2 mei 2014 werd de versie met Timberlake uitgebracht als de eerste single van het album.

## Achtergrond
"Love Never Felt So Good" is geschreven door Jackson en Paul Anka en was oorspronkelijk een demo tijdens een opnamesessie van de twee in 1980. De originele versie bevat enkel de stem van Jackson, vingerknippen en een piano bespeeld door Anka. Een jaar later gaf Anka het nummer aan Johnny Mathis, die een nieuwe versie opnam met nieuwe tekst door Anka en Kathleen Wakefield. Hij bracht het uit op zijn album A Special Part of Me uit 1984. In 2006 lekte de demoversie van Jackson voor het eerst uit op het internet. In 2013 en 2014 werd een nieuwe versie geproducerd voor het postume Jackson-album Xscape, waarbij het nummer een discoarrangement kreeg. Twee versies verschenen op het album; de soloversie werd geproduceerd door John McClain en Giorgio Tuinfort en verscheen als openingstrack op het album. Het duet met Timberlake werd co-geproduceerd door Timbaland en J-Roc en verscheen als laatste track op de deluxe-versie van het album. Op deze versie werden samples gebruikt uit het Jackson-nummer "Working Day and Night" van het album Off the Wall uit 1979. Sinds het overlijden van Jackson in 2009 is het zijn tweede postume samenwerking met Anka; kort na zijn overlijden werd "This Is It" al uitgebracht als single.
"Love Never Felt So Good" werd een grote hit en bereikte de nummer 1-positie in Denemarken, Israël, Zuid-Afrika en Zuid-Korea. In de Verenigde Staten behaalde de single de negende plaats en werd hiermee de eerste top 10-hit van Jackson sinds "You Rock My World" uit 2001. Tevens werd hij hiermee de eerste artiest die in vijf verschillende decennia een top 10-hit scoorde; technisch gezien is het zelfs het zesde decennium met een top 10-hit voor Jackson, aangezien "I Want You Back" van The Jackson 5 in de laatste week van 1969 de top 10 haalde, maar hierop werd Jackson niet genoemd als individuele artiest. In de Verenigde Staten bereikte het ook de eerste plaats in de Adult R&B Songs-lijst. In het Verenigd Koninkrijk werd de achtste plaats gehaald. In Nederland haalde de single respectievelijk de elfde en tweede plaats in de Top 40 en de Single Top 100, terwijl in Vlaanderen de vierde plaats in de Ultratop 50 werd behaald.
Voor beide versies van het nummer is apart een videoclip gemaakt. De duetversie wordt gezien als een eerbetoon aan Jackson en zijn nalatenschap aan jongere generaties. Deze clip is geregisseerd door Timberlake en Rich Lee. In de clip zijn jonge dansers die samen met Timberlake het nummer playbacken en dansmoves uit videoclips van Jackson nadoen. Op de achtergrond verschenen beelden uit videoclips van Jackson; in chronologische volgorde zijn dit "Black or White", "The Way You Make Me Feel", "Jam", "Speed Demon", "Billie Jean", "Smooth Criminal", "Bad", "Remember the Time", "Beat It", "In the Closet", "Don't Stop 'til You Get Enough", "Liberian Girl", "Another Part of Me", "Thriller (nummer)", "ABC" (liveoptreden van The Jackson 5), "Blame It on the Boogie" (door The Jacksons) en "Blood on the Dance Floor". Voor de soloversie van het nummer werd een clip gemaakt met beelden uit de duetversie en beelden uit andere Jackson-clips, waaronder "Dirty Diana" en "You Rock My World", samen met live-optredens van Jackson, waaronder "Billie Jean".

## Hitnoteringen

### Nederlandse Top 40
| Hitnotering: 17-05-2014 t/m 16-08-2014 | Hitnotering: 17-05-2014 t/m 16-08-2014 | Hitnotering: 17-05-2014 t/m 16-08-2014 | Hitnotering: 17-05-2014 t/m 16-08-2014 | Hitnotering: 17-05-2014 t/m 16-08-2014 | Hitnotering: 17-05-2014 t/m 16-08-2014 | Hitnotering: 17-05-2014 t/m 16-08-2014 | Hitnotering: 17-05-2014 t/m 16-08-2014 | Hitnotering: 17-05-2014 t/m 16-08-2014 | Hitnotering: 17-05-2014 t/m 16-08-2014 | Hitnotering: 17-05-2014 t/m 16-08-2014 | Hitnotering: 17-05-2014 t/m 16-08-2014 | Hitnotering: 17-05-2014 t/m 16-08-2014 | Hitnotering: 17-05-2014 t/m 16-08-2014 | Hitnotering: 17-05-2014 t/m 16-08-2014 | Hitnotering: 17-05-2014 t/m 16-08-2014 |
| Week                                   | 1                                      | 2                                      | 3                                      | 4                                      | 5                                      | 6                                      | 7                                      | 8                                      | 9                                      | 10                                     | 11                                     | 12                                     | 13                                     | 14                                     |                                        |
| -------------------------------------- | -------------------------------------- | -------------------------------------- | -------------------------------------- | -------------------------------------- | -------------------------------------- | -------------------------------------- | -------------------------------------- | -------------------------------------- | -------------------------------------- | -------------------------------------- | -------------------------------------- | -------------------------------------- | -------------------------------------- | -------------------------------------- | -------------------------------------- |
| Positie                                | 26                                     | 15                                     | 11                                     | 13                                     | 16                                     | 17                                     | 20                                     | 22                                     | 24                                     | 28                                     | 31                                     | 37                                     | 37                                     | 40                                     | uit                                    |

### Single Top 100
| Hitnotering: 10-05-2014 t/m 08-11-2014 | Hitnotering: 10-05-2014 t/m 08-11-2014 | Hitnotering: 10-05-2014 t/m 08-11-2014 | Hitnotering: 10-05-2014 t/m 08-11-2014 | Hitnotering: 10-05-2014 t/m 08-11-2014 | Hitnotering: 10-05-2014 t/m 08-11-2014 | Hitnotering: 10-05-2014 t/m 08-11-2014 | Hitnotering: 10-05-2014 t/m 08-11-2014 | Hitnotering: 10-05-2014 t/m 08-11-2014 | Hitnotering: 10-05-2014 t/m 08-11-2014 | Hitnotering: 10-05-2014 t/m 08-11-2014 | Hitnotering: 10-05-2014 t/m 08-11-2014 | Hitnotering: 10-05-2014 t/m 08-11-2014 | Hitnotering: 10-05-2014 t/m 08-11-2014 | Hitnotering: 10-05-2014 t/m 08-11-2014 |
| Week                                   | 1                                      | 2                                      | 3                                      | 4                                      | 5                                      | 6                                      | 7                                      | 8                                      | 9                                      | 10                                     | 11                                     | 12                                     | 13                                     | 14                                     |
| -------------------------------------- | -------------------------------------- | -------------------------------------- | -------------------------------------- | -------------------------------------- | -------------------------------------- | -------------------------------------- | -------------------------------------- | -------------------------------------- | -------------------------------------- | -------------------------------------- | -------------------------------------- | -------------------------------------- | -------------------------------------- | -------------------------------------- |
| Positie                                | 3                                      | 2                                      | 3                                      | 3                                      | 7                                      | 7                                      | 11                                     | 12                                     | 14                                     | 15                                     | 15                                     | 19                                     | 20                                     | 23                                     |
| Week                                   | 15                                     | 16                                     | 17                                     | 18                                     | 19                                     | 20                                     | 21                                     | 22                                     | 23                                     | 24                                     | 25                                     | 26                                     | 27                                     |                                        |
| Positie                                | 25                                     | 28                                     | 39                                     | 40                                     | 56                                     | 59                                     | 65                                     | 74                                     | 72                                     | 82                                     | 89                                     | 98                                     | 93                                     | uit                                    |

### NPO Radio 2 Top 2000
| Nummer met noteringen in de NPO Radio 2 Top 2000 | '15  | '16  | '17  | '18  | '19  | '20  |
| ------------------------------------------------ | ---- | ---- | ---- | ---- | ---- | ---- |
| Love Never Felt So Good                          | 1119 | 1373 | 1670 | 1175 | 1832 | 1953 |

1. ↑  Een vetgedrukt getal geeft de hoogste notering aan.
2. ↑  2015 was het eerste jaar met een notering voor dit nummer.
3. ↑  Deze tabel is bijgewerkt tot en met de laatste editie (2024).